# Andis Juška
Andis Juška (Riga, 22 maggio 1985) è un allenatore di tennis ed ex tennista lettone.

## Biografia
Ha raggiunto la sua miglior classifica il 26 ottobre 2009 con la 226ª posizione del ranking ATP. Dal 2001 al 2014 ha fatto parte della Squadra lettone di Coppa Davis con cui ha disputato settanta incontri vincendone trentasette: è il tennista lettone ad aver disputato il maggior numero di incontri in Coppa Davis nonché quello ad essere sceso in campo per più anni con la nazionale.

## Statistiche

### Tornei minori

#### Singolare

##### Vittorie (17)
| Legenda         |
| Challengers (0) |
| Futures (17)    |

| Numero | Data             | Torneo           | Superficie       | Avversario in finale | Punteggio        |
| 1.     | 8 maggio 2004    | Germany F6       | Terra rossa      | Andreas Beck         | 6-4 6-1          |
| 2.     | 26 giugno 2004   | Finland F2       | Terra rossa      | Michael Ryderstedt   | 6-4 6-2          |
| 3.     | 11 luglio 2004   | Denmark F2       | Terra rossa      | Johan Brunström      | 6(3)–7 6-3 7-5   |
| 4.     | 6 febbraio 2005  | France F3        | Cemento          | Stefan Wauters       | 6-4, 3-6, 6-3    |
| 5.     | 8 gennaio 2006   | Great Britain F1 | Sintetico        | Stéphane Robert      | 6-3, 1-6, 6-4    |
| 6.     | 5 agosto 2006    | Latvia F1        | Terra rossa      | Gvidas Sabeckis      | 6-1, 6-2         |
| 7.     | 18 marzo 2007    | France F4        | Cemento          | Thomas Dupre         | 6(5)–7, 6-2, 6-0 |
| 8.     | 15 aprile 2007   | Russia F1        | Cemento          | Dmitri Vlasov        | 7–6(5), 6-4      |
| 9.     | 11 gennaio 2009  | Germany F1       | Sintetico        | Daniel Lustig        | 7–6(3), 6-3      |
| 10.    | 14 febbraio 2010 | France F3        | Cemento          | Lukáš Dlouhý         | 6-4, 6-4         |
| 11.    | 16 gennaio 2011  | Germany F1       | Sintetico        | Philipp Oswald       | 3-6, 7–6(5), 6-4 |
| 12.    | 22 gennaio 2012  | Russia F2        | Cemento indoor   | Evgeny Kirillov      | 3-6, 6-3, 6-4    |
| 13.    | 4 marzo 2012     | Ukraine F2       | Cemento indoor   | Ivan Sergeyev        | 7–6(4), 7–6(4)   |
| 14.    | 18 marzo 2012    | Russia F6        | Sintetico indoor | Deniss Pavlovss      | 6(3)–7, 6-3, 6-1 |
| 15.    | 6 maggio 2012    | Italy F7         | Terra rossa      | Alberto Brizzi       | 6-4, 6-3         |
| 16.    | 20 ottobre 2013  | Germany F1       | Sintetico indoor | Fabrice Martin       | 6-4, 6-4         |
| 17.    | 20 ottobre 2013  | France F20       | Cemento indoor   | Calvin Hemery        | 7–6(5), 7–6(4)   |

#### Doppio

##### Vittorie (11)
| Legenda         |
| Challengers (3) |
| Futures (8)     |

| Numero | Data             | Torneo                                                       | Superficie  | Compagno               | Avversari in finale                   | Punteggio           |
| 1.     | 30 giugno 2003   | Estonia F1A 2003, Tallinn                                    | Terra rossa | Stian Boretti          | Bart Beks Mait Kunnap                 | 6-4, 6-4            |
| 2.     | 7 settembre 2008 | France F13 2008, Bagnères-de-Bigorre                         | Cemento     | Olivier Charroin       | Chris Eaton Pierrick Ysern            | 7-5, 6-4            |
| 3.     | 11 gennaio 2009  | Klafs Tennis Grand Prix 2009, Schwieberdingen                | Sintetico   | Lukáš Rosol            | David Klier Philipp Marx              | 6-1, 6-4            |
| 4.     | 8 novembre 2009  | Chuncheon Challenger 2009, Pusan                             | Cemento     | Dmitrij Sitak          | Lee Hsin-han Yang Tsung-hua           | 3-6, 6-3, [10-2]    |
| 5.     | 29 novembre 2009 | Dunlop World Challenge 2009, Toyota                          | Sintetico   | Alexander Kundryavtsev | Alexey Kendryuk Junn Mitsuhashi       | 6-3, 7–6(6)         |
| 6.     | 23 gennaio 2010  | AEGON Pro Series Sheffield 2010, Sheffield                   | Cemento     | Olivier Charroin       | Chris Eaton Dominic Inglot            | 6-2, 6-4            |
| 7.     | 7 febbraio 2010  | Tournoi Future Bnp Paribas - Feucherolles 2010, Feucherolles | Cemento     | Olivier Charroin       | Charles-Antoine Brézac Vincent Stouff | 5-7, 7–6(2), [10-7] |
| 8.     | 27 marzo 2010    | Raiffeisen Liechtenstein Trophy 2010, Vaduz                  | Sintetico   | Olivier Charroin       | Dennis Bloemke Marc Meigel            | 6-2, 6-3            |
| 9.     | 17 luglio 2010   | Tele2 Saaremaa Open 2010, Kuressaare                         | Terra rossa | Deniss Pavlovs         | Harri Heliövaara Michael Ryderstedt   | 7-5, 7–6(6)         |
| 10.    | 14 agosto 2010   | Samarkand Challenger 2010, Samarkand                         | Terra rossa | Deniss Pavlovs         | Lee Hsin-han Yang Tsung-hua           | 7-5, 6-3            |
| 11.    | 16 gennaio 2011  | Klafs Tennis Grand Prix 2011, Schwieberdingen                | Sintetico   | Daniel Danilovic       | Martin Emmrich Gero Kretschmer        | 7–6(3), 3-6, 10-7   |